# Festiwal Gióng

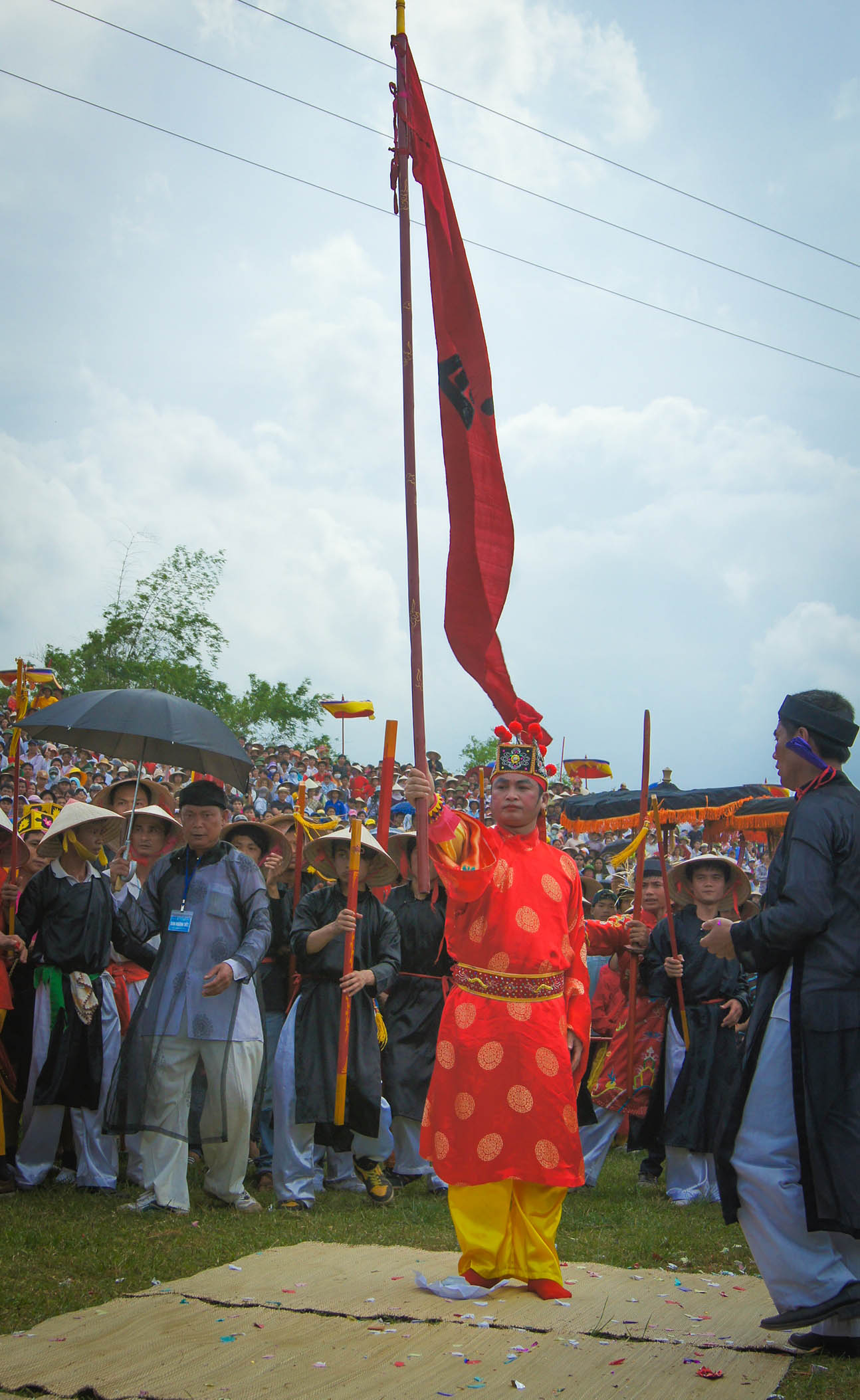
Festiwal Gióng

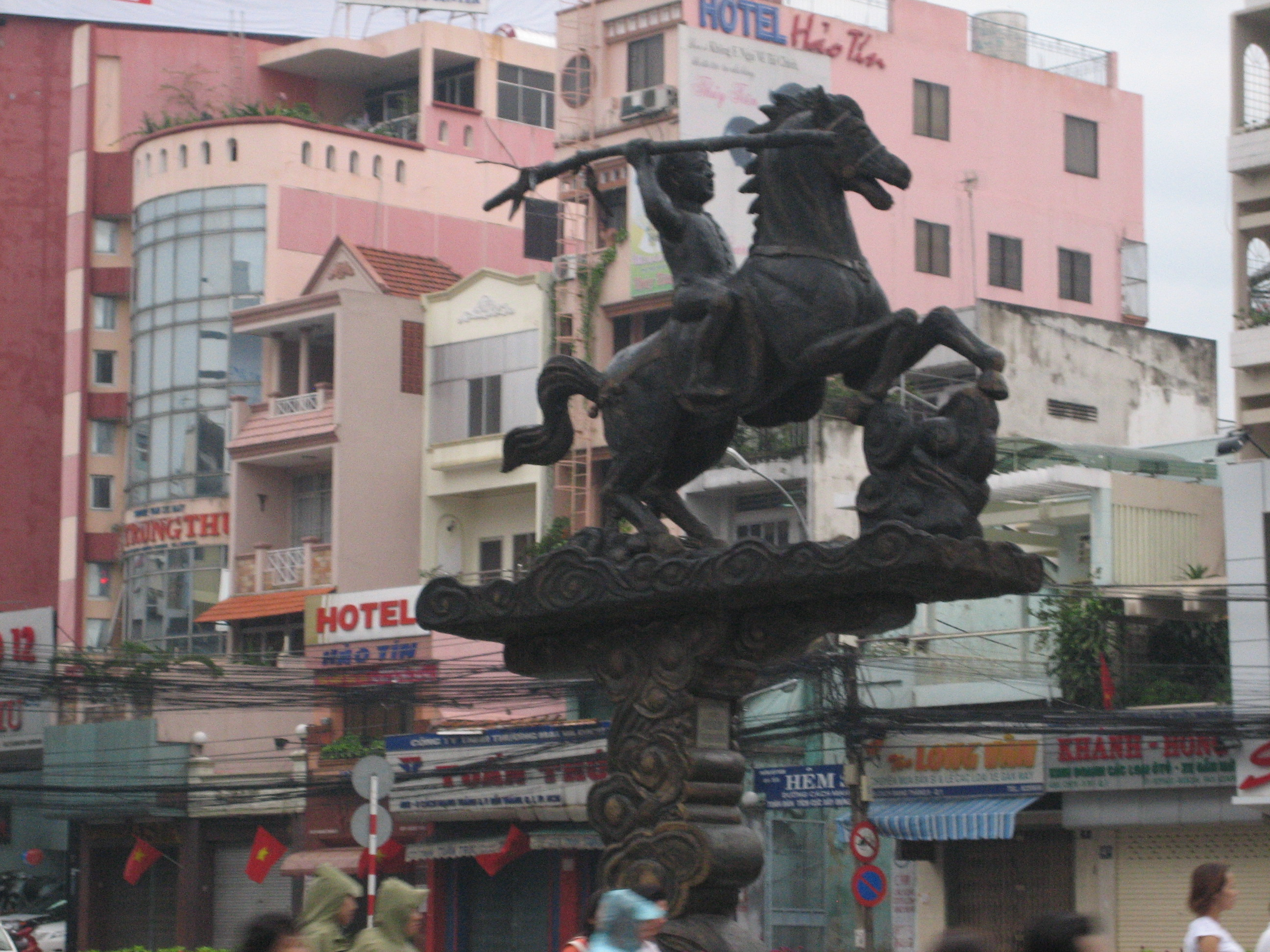
Pomnik Thánha Giónga w Ho Chi Minh

Festiwal Gióng (wiet. Hội Gióng, także Hội Gióng Phù Đổng i Hội Gióng Sóc Sơn) – doroczne uroczystości w świątyniach Phù Dông i Sóc w północnym Wietnamie ku czci mitycznego bohatera narodowego Thánha Giónga, który jako mały chłopiec miał obronić kraj przed najeźdźcami i który uznawany jest za świętego i czczony jako bóstwo sprzyjające obfitym zbiorom, utrzymaniu pokoju i dobrobytu rodziny.
W 2010 roku festiwal Gióng w świątyniach Phù Dông i Sóc został wpisany na listę niematerialnego dziedzictwa UNESCO.

## Opis
Historia festiwalu ku czci Thánha Giónga – jednego z głównych bóstw w panteonie wietnamskim – sięga XI wieku. Według legendy Thánh Gióng urodził się po tym, jak jego matka weszła na ślad stopy boga Đổnga. Jako mały chłopiec zgłosił się na ochotnika do obrony przed najeźdźcami, w magiczny sposób urósł do rozmiarów olbrzyma i obronił kraj przed wrogami. Jedna z wersji głosi, że aby wzmocnić chłopca przed walką, mieszkańcy wioski przysłali mu siedem koszy pełnych ryżu i bakłażanów, po zjedzeniu których chłopiec miał stać się olbrzymem. Po wygranej Thánh Gióng wszedł na górę Sóc i wzleciał do nieba.
Uroczystości w świątyni Phù Dông w Gia Lâm – miejscu narodzin bohatera – odbywają się wiosną przed zbiorami ryżu, od siódmego do dziewiątego dnia czwartego miesiąca kalendarza księżycowego. Uczestnicy festiwalu odtwarzają bohaterskie czyny Thánha Giónga: najpierw na symboliczne pole bitwy prowadzony jest biały koń, następnie wykonywany jest taniec chorągwi symbolizujący bitwę z najeźdźcami. Młodzi mężczyźni odgrywają role Mistrza Chorągwi, Mistrza Bębna, Mistrza Gongu, Mistrza Armii, a także Mistrza Dzieci, natomiast 28 dziewczynek w wieku od 9 do 13 lat odgrywa role generałów wrogiej armii – symbolizując yin. Wroga armia rozpędzana jest poprzez wypuszczanie papierowych motyli. Opady deszczu po uroczystościach interpretowane są jako błogosławieństwo świętego i zapowiedź obfitych zbiorów. 
Uroczystości w świątyni Sóc, skąd Gióng miał wstąpić do nieba, odbywają się pierwszego miesiąca kalendarza księżycowego i obejmują rytualne obmycie jego pomnika i procesję do świątyni z kwiatami bambusa jako darem dla świętego.